# Liriomyza avicenniae
Liriomyza avicenniae este o specie de muște din genul Liriomyza, familia Agromyzidae, descrisă de Martinez și Etienne în anul 2002. Conform Catalogue of Life specia Liriomyza avicenniae nu are subspecii cunoscute.